# Oberer Bürglaß 34/36

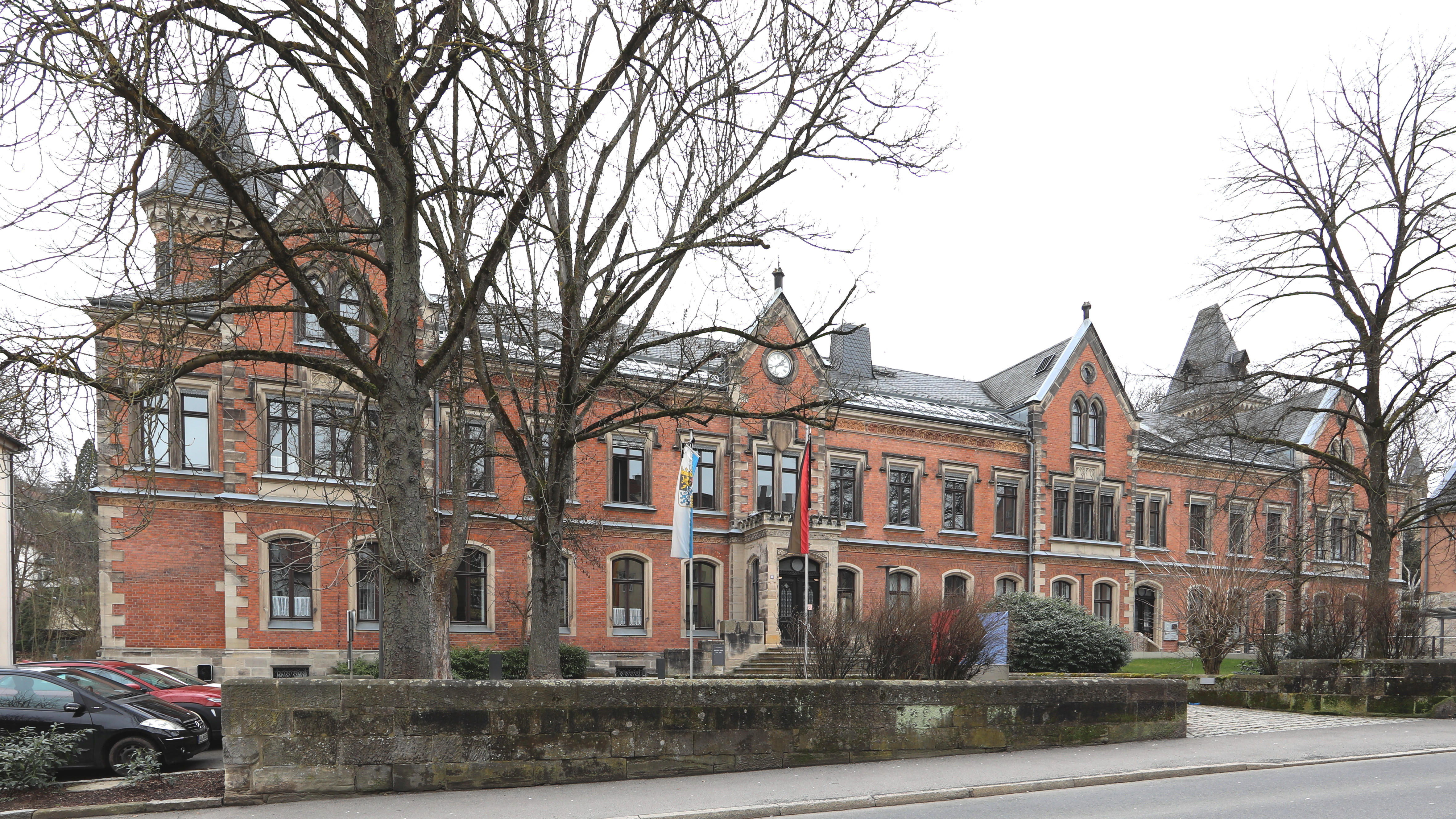
Oberer Bürglaß 34/36, Vorderfront

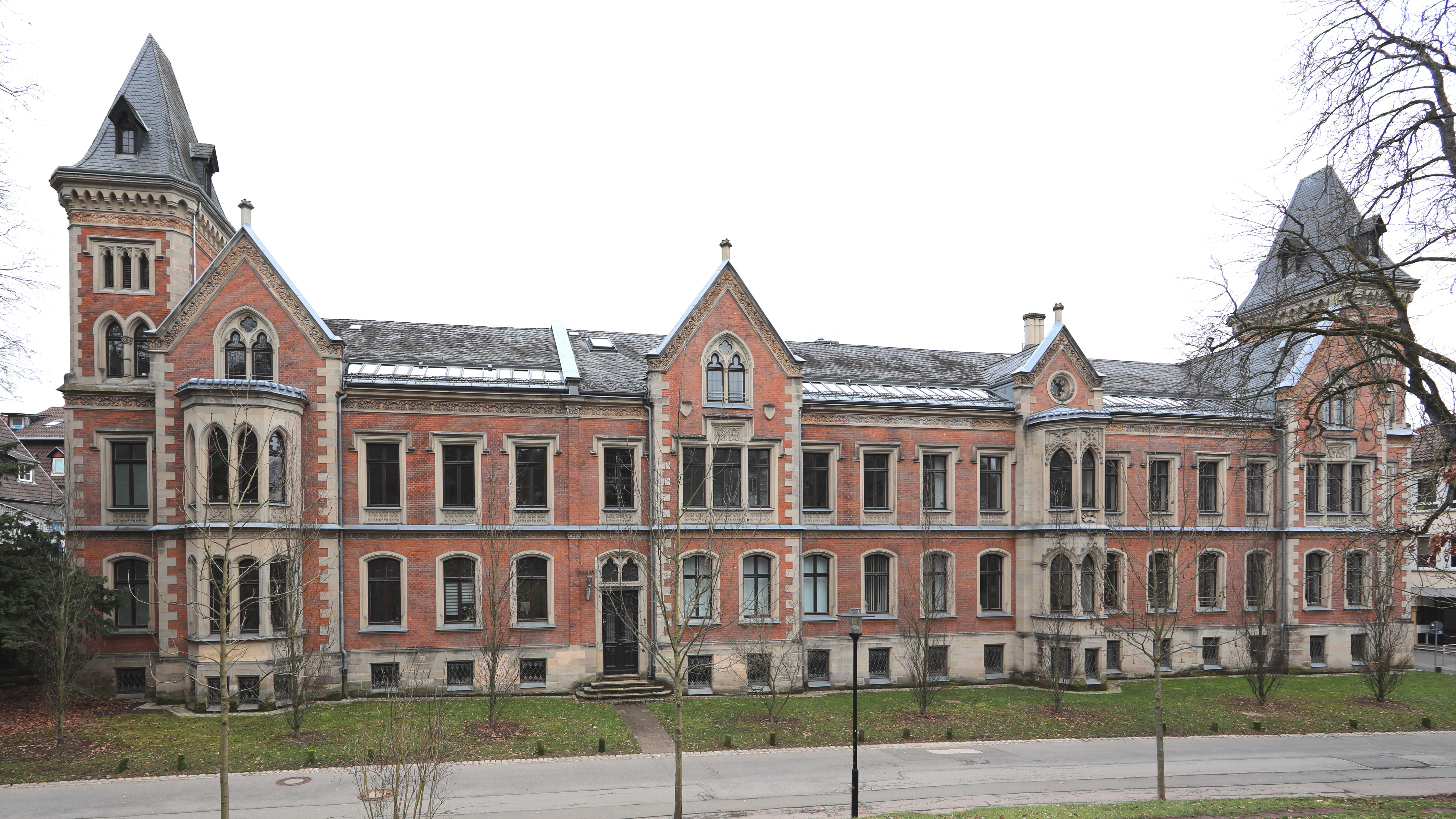
Rückfront zur Allee

Das repräsentative Gerichts- und Behördengebäude Oberer Bürglaß 34/36 steht in der oberfränkischen Stadt Coburg. Es wurde 1876/1877 im neugotischen Stil für die Reichspost und für den Rechtsanwalt Otto Muther als Wohnhaus errichtet. Es ist als Baudenkmal in der Bayerischen Denkmalliste eingetragen.

## Geschichte
Das Areal zwischen der Allee, ein Anfang des 19. Jahrhunderts zugeschütteter Wallgraben, und dem Oberen Bürglaß war bis 1867 mit verschiedenen Nebengebäuden des 1415 erstmals erwähnten Herrenhofes der herzoglichen Domäne bebaut. Danach folgte eine Umwandlung eines Bereichs in den herzoglichen Baustall (Bauhof).
Im Jahr 1876 ließ das Herzogliche Staatsministerium auf eigene Kosten auf dem Grundstück des Bauhofes nach Plänen des Stadtbaurates Julius Martinet den nördlichen, längeren Gebäudeteil, die Nr. 36, für ein Post- und Telegrafenamt der Reichspost errichten. Der Grundriss wurde durch August Kind gefertigt, der auch den Baurat Martinet bei den Kostenanschlägen und Detailplanungen unterstützte, wofür Kind u. a. für die Verleihung des Komturkreuzes 1. Klasse des Sachsen-Ernestinischen Hausordens vorgeschlagen wurde. Die Bauausführung oblag dem Maurermeister Karl Kleemann. Am 31. März 1878 erfolgte die Übergabe des neuen Postamtes.:S. 70 Das Gebäude und das Grundstück gingen 1898 in das Eigentum der Reichspost über.
Der Rechtsanwalt und Notar Otto Muther beauftragte im Jahr 1877 den Bau eines Wohnhauses, die Nr. 34. Der kürzere Anbau südlich des Postgebäudes wurde im gleichen Baustil errichtet. Muthers Witwe ließ 1905 eine Grenzmauer mit Durchgang zur Allee anlegen. Sie verkaufte 1916 ihre Gebäude, die Nr. 34 und Nr. 32, an die Reichspost, die sie mit der Nr. 36 zu einer Liegenschaft vereinigte. Die Reichspost eröffnete 1931 ein neues Hauptpostamt in der Hindenburgstraße. In der Folge wechselte die Liegenschaft am Oberen Bürglaß an die Reichsfinanzverwaltung und beherbergte ab 1933 bis 1983 das Finanzamt. Im Jahr 1935 bestanden insgesamt vier Dienstwohnungen in den beiden Gebäudeteilen.:S. 64–65 Seit 1988 haben nach Umbau- und Instandsetzungsarbeiten das Gewerbeaufsichtsamt in der Nr. 34 und das Arbeitsgericht Bamberg mit der Kammer Coburg in der Nr. 36 ihren Sitz in dem Gebäudekomplex.

## Architektur
Das zweigeschossige, unterkellerte Verwaltungsgebäude steht zurückgesetzt zum Oberen Bürglaß vor einer Freifläche. Es ist ein lang gestreckter, neugotisch gestalteter Satteldachbau, 21 Achsen lang und 3 Achsen tief.
Die Fassade besteht im Kellergeschoss aus Sandstein und in den folgenden Geschossen aus roten Ziegelsteinen mit Sandsteingliederungen. Sie hat im Erdgeschoss Stichbogenfenster und im Obergeschoss Rechteckfenster, profiliert mit einem gewinkelten Sturz. Ein umlaufender Knospen- und Blattfries unter einem Wasserschlaggesims trennt die beiden Geschosse. Die traufseitigen Fassaden gliedern jeweils drei breite Risalite mit zwei Fenstern im Erdgeschoss, drei im Obergeschoss und einem Zwerchhaus mit spitzbogigen Zwillingsarkaden und Spitzgiebel. Die Kanten der Risalite fassen Sandsteineckquader ein. Dem südlichen Risalit in der Allee ist ein zweigeschossiger, dreiseitiger Ziererker aus Sandsteinquadern mit Doppelfenstern an der Vorderseite und neugotischem Zierrat vorgesetzt.
In der Mitte von Haus Nr. 36 befindet sich im Oberen Bürglaß der Haupteingang mit einer Treppe zu einem Vorbau, den ein Zinnenabschluss und ein ornamentiertes Portal kennzeichnet. Dahinter ist ein schmaler Risalit mit einem Uhrengiebel und einem Doppelfenster mit Wappenschild, ursprünglich mit dem Reichswappen versehen, angeordnet. In derselben Gebäudeachse befindet sich auf der Rückseite in der Allee ein schmaler Risalit mit einem dreiseitigen Erker und neugotischen Zierrat.
Zwei zurückgesetzte, viergeschossige Treppentürme mit verschieferten Pyramidendächern und vier Gauben rahmen beidseits das Gebäude ein. Die Obergeschossfenster sind als Zwillings- und Drillingsfenster ausgebildet.